# Pontus von Rosen
Pontus Robert Conrad von Rosen, född den 21 november 1881 i Stockholm, död där den 11 januari 1951, var en svensk greve, militär och hovman. Han var son till Conrad von Rosen. 
von Rosen blev underlöjtnant vid Livregementets dragoner 1902, löjtnant där 1905, ryttmästare 1917, vid Livregementet till häst 1928, och major i armén 1931. Han tävlade i fäktning vid olympiska sommarspelen 1908 och 1912. von Rosen var verkställande ledamot i Svenska Blå Stjärnans centralstyrelse 1934–1938, ordförande i föreningen för fäktkonstens främjande 1924–1934 samt ledamot av kyrkofullmäktige och kyrkoråd i Sankt Jakobs församling. Han blev kammarherre 1931 och ceremonimästare vid hovet 1938. von Rosen var tillförordnad rikshärold vid Sveriges riksdags 500-årsjubileum 1935 och ordinarie från 1947. Han blev riddare av Svärdsorden 1923 och av Nordstjärneorden 1934, kommendör av andra klassen av Nordstjärneorden 1941 och av Vasaorden 1946 samt kommendör av första klassen av Nordstjärneorden 1948.